# In the Sun

In the Sun é uma canção de duo She & Him é do segundo álbum, Volume Two. A canção foi lançada como o primeiro single do álbum em 23 de fevereiro de 2010, um mês antes do álbum. Foi publicado on-line pela Pitchfork Media em 22 de janeiro de 2010. A dupla cantou a música no Late Show with David Letterman em 2 de abril de 2010, em promoção do seu novo álbum .
O single é lançado em vinil, que está disponível para compra em lojas digitais e disponível como de alta qualidade 320kbps mp3 ou FLAC através de sua gravadora.

## Video
Um vídeo de "In the Sun" estreou no site Pitchfork Media web em 9 de março de 2010. O vídeo, fixado em uma escola secundária, foi dirigido por Peyton Reed e performances características por Deschanel e Ward. A filmagem aconteceu na Escola Secundária Verdugo Hills.
James Montgomery da MTV escreve sobre o vídeo ", Deschanel interpreta a heroína de olhos claros, uma doce menina perdidamente apaixonada pelo bad boy (M. Ward, que na verdade parece que ele está desfrutando o papel) e tentando em vão ganhar seus afetos . Ela faz isso, é claro, com uma coreografia de sonho cheia de ombro shakes e sly winks ... mais hula-hooping e do elevador ocasional. o fato de que ambos os membros da banda estão vestidos com roupas levantadas a partir dos anos 1950, estranhamente funciona aqui. Corações dos adolescentes ainda são os mesmos depois de todos esses anos. Há uma sensação brilhante, alegre ao clipe, graças à direção de Peyton Reed, ... eo olhar genuíno de emoção Deschanel esportes por toda parte. Ela se delicia com cada passo de dança, como se ela não pode acreditar que ela está de puxá-lo. "

## Charts
| Chart (2010)  | Peak position |
| ------------- | ------------- |
| França (SNEP) | 89            |

1. ↑  «Lescharts.com – She & Him – In the Sun» (em francês). Les classement single.